# Lentispora
Lentispora is een monotypisch geslacht van schimmels behorend tot de familie Psathyrellaceae. Het bevat alleen Lentispora tomentosa.